# Kiss Lajos (népzenekutató)
Kiss Lajos (Zombor, 1900. március 14. – Budapest, 1982. május 8.) magyar népzenekutató, zeneszerző, karmester.

## Élete
A Budapesti Tudományegyetem (ma: Eötvös Loránd Tudományegyetem) Bölcsészkarán doktorált esztétikából 1923-ban. Egyetemi tanulmányaival párhuzamosan a Zeneművészeti Főiskola (ma: Liszt Ferenc Zeneművészeti Egyetem) hallgatója volt, 1925-ben zeneszerzői szakon végzett.
- 1926-39: szülőhelyén, Zomborban zeneiskolai igazgató és karnagy.
- 1939-41: Belgrádban a Jugoszláviai Akadémiai Énekkar karnagya és a belgrádi Stanković zeneiskola helyettes igazgatója.
- 1941-44: az újvidéki zenekonzervatórium igazgatója és karmestere.
- 1945-50: a Győri Állami Konzervatórium és a Győri Filharmonikus Zenekar vezetője, a Vagongyári férfikar karnagya.

1950 után a Magyar Népzene Tára szerkesztője majd tudományos kutatója. A népzene zenetörténeti vonatkozásaival, összehasonlító népzenekutatással foglalkozott.

## Művei
Roppant méretű gyűjtése a legjelentősebb. 1936-1972 között mintegy 20 000 dallamot jegyzett le, és 1969-től magnószalagra is vett a magyar nyelvterület nagy részén. Ennek tekintélyes része bácskai, bánáti, baranyai és szlavóniai eredetű. Bejárta a szlovéniai Muravidék falvait, a horvátországi magyar szórványokat, Szlavóniát és Drávaszöget, a bácskai Duna mente falvait, Bácska jó részét, és felkereste Bánátban az Al-Duna mellékére telepített székelyeket.
Népdalfeldolgozásai jelentek meg férfi- és vegyeskarra. Kéziratban vonósnégyeseket, dalokat, hegedű-zongoraművelet és oboadarabokat írt.
| Szócikk                    | Település | Év   |
| -------------------------- | --------- | ---- |
| Hej, igazítsad jól a lábod | Gombos    | 1939 |
| Nemzetőrdal                | Gombos    |      |
| A szegedi halastó          | Horgos    | 1942 |
| A horgosi csárda           | Horgos    | 1942 |

Kiadványai:
- 108 magyar népdal (1943)
- Szlavóniai magyar népdalok (1943)
- Rozmaring (1952) 91 magyar népdal
- A Lengyel László-játék (1953)
- Pusztafalutól Karcsáig (1953)
- Kétszólamú kórusgyűjtemény (1954)
- Magyar Népzene Tára III/a és III/b kötet (Lakodalmas), V. kötet (Siratók) (1955-56)
- A szlavóniai magyar népsziget népzenéje (1959)
- Lakodalmas dalok (1964)
- A szlavóniai magyar virrasztó énekek zenetörténeti jelentősége (1965)
- Zenetört. emlékek, a szlavóniai magyar virrasztó énekek zenetörténeti jelentősége (1965)
- Bartók és a bolgár ritmus (Előadás, 1967)
- Horgosi népdalok. Zentai Füzetek 8. (Zenta, 1974)
- Gombos és Doroszló népzenéje (1982); a Jugoszláviai Magyar Népzene Tára 1. köteteként jelent meg.
- Az al-dunai székelyek népdalai (1984); A Jugoszláviai Magyar Népzene Tára 2. köteteként jelent.

Ezen felül rádióelőadásokat tartott, cikkeket és tanulmányokat írt a népzene köréből.

## Emlékezete
Az 1990-ben alakult szabadkai székhelyű néprajzi társaság az ő nevét vette fel.